# Bagre-ambulante

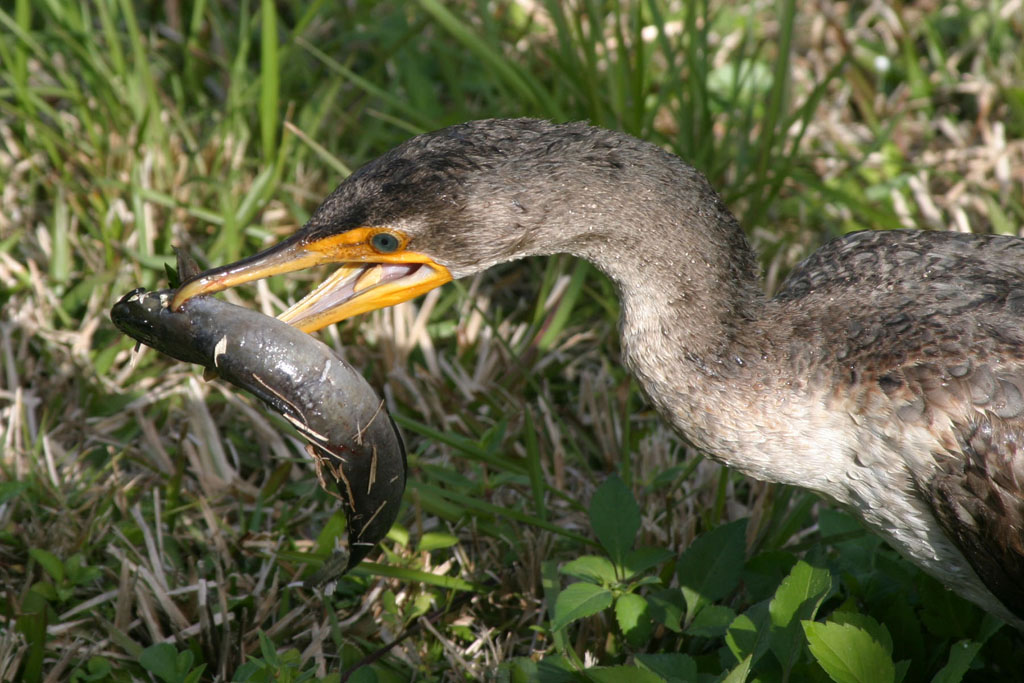
Bagre-ambulante, capturado por um corvo-marinho-de-orelhas (Nannopterum auritus) juvenil, na Trilha Anhinga no Parque Nacional Everglades, Flórida, Estados Unidos

O bagre-ambulante (nome científico: Clarias batrachus) é uma espécie de peixe siluriforme da família dos clariídeos (Clariidae) de água doce nativa do Sudeste Asiático. É nomeado por sua capacidade de "andar" e se mexer em terra seca para encontrar comida ou ambientes adequados. Embora não ande de verdade como a maioria dos bípedes ou quadrúpedes, tem a capacidade de usar suas barbatanas peitorais para mantê-lo na posição vertical, pois faz movimento com movimentos semelhantes a cobras para andar na terra. Normalmente vive em águas lentas e muitas vezes estagnadas em lagoas, pântanos, córregos e rios, bem como em arrozais inundados ou piscinas temporárias que podem secar. Quando isso acontece, sua habilidade de "andar" permite que se desloque para outros ambientes aquáticos. Uma confusão taxonômica considerável envolve esta espécie e tem sido frequentemente confundida com outros parentes próximos. Uma distinção principal entre o bagre-ambulante e os ictalurídeos (Ictaluridae) nativos da América do Norte com o qual às vezes é confundido é que o bagre-ambulante não possui barbatana adiposa.

## Características e anatomia
O bagre-ambulante tem formato de corpo alongado e atinge quase meio metro de comprimento e 1,2 quilo em peso. Muitas vezes é coberto lateralmente por pequenas manchas brancas, o corpo é principalmente colorido de cinza ou marrom acinzentado. Este bagre tem barbatanas dorsais e anais de base longa.

## Taxonomia, distribuição e habitat
O bagre-ambulante é uma espécie tropical nativa do Sudeste Asiático. Sua área nativa é confirmada apenas na ilha indonésia de Java, mas três espécies intimamente relacionadas e mais difundidas frequentemente foram confundidas com esta espécie. Estes são C. magur do nordeste da Índia e Bangladexe, uma espécie provavelmente não descrita da Indochina, e outra espécie provavelmente não descrita da península da Malásia, Sumatra e Bornéu. Ambas as espécies não descritas foram referidas como Clarias aff. batrachus. Atualmente, a posição taxonômica da população filipina (chamada hito ou simplesmente "peixe-gato" pelos habitantes locais) não é clara, e também não está claro se as populações do sul da Índia são C. magur ou outra espécie. Como consequência, muitas informações (comportamentais, ecológicas, relacionadas a populações introduzidas, etc.) listadas para bagre-ambulante, podem ser às espécies intimamente relacionadas que foram confundidas com o verdadeiro bagre-ambulante. O verdadeiro bagre-ambulante, C. magur e as duas espécies provavelmente não descritas são todos mantidos em aquacultura. O bagre-ambulante prospera em águas estagnadas, frequentemente hipóxicas, e muitas vezes são encontrados em lagoas lamacentas, canais, valas e habitats semelhantes. A espécie passa a maior parte do tempo no fundo, ou logo acima, com viagens ocasionais à superfície para engolir ar.

## Dieta
Na natureza, esta criatura é onívora; alimenta-se de peixes menores, moluscos e outros invertebrados, bem como detritos e ervas daninhas aquáticas. É um comedor voraz que consome alimentos rapidamente, por isso é considerado prejudicial quando invasivo.

## Como espécie invasora
Nos Estados Unidos, se estabeleceu na Flórida. É relatado na Califórnia, Conecticute, Geórgia, Massachussetes e Nevada. Foi importado à Flórida, supostamente da Tailândia, no início dos anos 1960 para o comércio de aquacultura. Em 2017, Clarias spp. foram recuperados do rio Tonge, perto de Bolton, norte da Inglaterra. Foi classificado na vigésima sexta posição na lista 100 das espécies exóticas invasoras mais daninhas do mundo.

## Como alimento
Na Tailândia, este peixe é conhecido como pla duk dan (em tailandês: ปลาดุกด้าน). É um alimento comum e barato, preparado de várias maneiras. Muitas vezes é oferecido por vendedores ambulantes, especialmente grelhados ou fritos. Em Carnataca, C. magur é chamado murgodu (ಮುರ‍್ಗೋಡು). Na costa de Carnataca é considerado iguaria. Nem a população tailandesa nem a indiana são susceptíveis de ser bagre-ambulante, no entanto.